# タグボート (アートプロモーション会社)
株式会社タグボート（英: Tagboat Inc.）は、東京都中央区に本社を置く、主に現代アートのオンライン販売を行う企業。また、常設ギャラリーを銀座の阪急メンズ東京7階から移転し、人形町にオープン。年間を通して定期的に企画展を開催する。

## 沿革
- 2003年 - 日本初のオンラインによる現代アートの販売を開始
- 2007年 - DNAT（Discover New Artsist Tagboat）と称したタグボート独自に若手アーティストを取り扱いを開始
- 2008年 - 株式会社エムアウトの100%子会社として株式会社ギャラリータグボートが設立
- 2010年 - 現代表徳光健治に株式会社エムアウトの持つ株式の100%を譲渡
- 2017年 - 人形町に社内の一部をギャラリースペースとしてオープン
- 2019年 - 阪急メンズ東京にギャラリーをオープン
- 2023年 ‐ 人形町に常設ギャラリーをオープン

### 黎明期
株式会社エムアウトの最初の新規事業として発足した「Gallery Tagboat」は、国内で初めての現代アートの通販サイトとしてスタートした。当初は海外や国内の著名アーティストのマルチプル作品を中心として、ネット専業の事業として新しい顧客を広げていった。

### 若手アーティストの支持・育成
現社長の德光健治が入社以降、株式会社エムアウトの事業部のひとつから株式会社ギャラリータグボートへと事業会社化した後、ネット専業だけでなく若手アーティストの支持・育成事業やアートイベント事業をスタートさせた他、自社が直接取り扱いとするアーティストの作品販売を拡大させてきた。現在もIndependent等の若手アーティストの展示を中心とした事業に力を入れている。

### オンラインとオフラインのマルチチャンネル化
2019年に自社スペースを持って以降は、ネット専業ではなくリアルでの展示販売に力を入れ、そのため取り扱いアーティストの数も急激に増加した。取り扱い作家がそれぞれ個展ブースを展開するtagboat Art Fair、アーティストの自由な展示空間の提供を目的としたアート解放区等の他、百貨店との共同での大型アートイベントの取り組みも増えている。2019年3月には、有楽町にある阪急メンズ東京のフルリニューアルに伴い、新しいギャラリーを同館7階にオープンさせた。2023年2月には、阪急メンズ東京7階から移転し、人形町にオフィスと併設するかたちで常設ギャラリーをオープンさせた。

## 事業
アジア最大級のオンラインギャラリーサイト「tagboat」にて数万点を超えるアート作品を販売している。直接取り扱いアーティストは国内最大級で160名（2022年9月現在）。2019年3月から2023年3月まで阪急メンズ東京7階に、2023年2月より人形町へ常設のギャラリースペースを持ち、若手アーティストの現代アート作品を販売している。若手アーティストだけでなく草間彌生、奈良美智、村上隆、アンディ・ウォーホル、キースヘリングなど世界でも有名な作家のセカンダリー作品を数多く販売している。
タグボートは以下の3つのミッションのもと日本のアート業界の変革にとり組んでいる。
- アートで食べていけるアーティストの数を増やすことがミッション
- アーティストの世界観を多くの人に共感させるため誰でも分かりやすく伝える
- 競争はしない。差別化とかではなくて、他社とは完全に違うことをする